# Управление программами
Управление программами — процесс управления несколькими взаимосвязанными проектами, направленный на повышение эффективности использования ресурсов, снижение рисков и успешное завершение каждого проекта. На практике программное управление близко связано с системной и промышленной инженерией.
Менеджер программы осуществляет контроль за целью и состоянием всех проектов в программе и может поддерживать деятельность на уровне проектов, чтобы убедиться, что общие цели программы будут достигнуты, возможно предоставляя данные для принятия решений, которые недостижимы на проектном уровне или сообщая перспективу программы менеджеру проектов, когда нужно, либо предлагая идеи и подходы к решению задач проектов, которые влияют на программу. Как правило, в программе нужно выявить и управлять межпроектными зависимостями, и часто офис управления проектным портфелем недостаточно ознакомлен с рисками, проблемами, требованиями, дизайном или решением, чтобы эффективно с этим справляться. Менеджер программ предоставляет эту информацию, узнавая её от менеджеров проектов, хотя в больших и/или сложных проектах может понадобиться отдельная роль. Тем не менее, возникает понимание, что менеджер программ нуждается в информации, чтобы быть уверенным, что общие цели программы достижимы. Таким образом, программа является ключевой частью нашей жизни, ответственности менеджера.

## Ключевые факторы
- Управление

Структура, процесс и процедура контроля за операциями и целями изменения производительности. Управление должно включать в себя набор метрик для измерения состояния и статуса программы в наиболее важных областях.
- Регулирование

Обязательная поддержка программой видения верхнего уровня, целей и задачи.
- Уверенность

Проверка и утверждение программы, следующей стандартам и соответствующей видению.
- Руководство

Проведение регулярных проверок в наличии подотчётности, а также в наличии руководства проектов, стейкхолдеров и поставщиков.
- Интеграция

Соответствие основных частей друг другу для образования надлежащего целого. Функциональная и техническая оптимизация производительности по цепочке стоимости.
- Финансы

Выслеживание основных издержек вместе с административными издержками программы.
- Инфраструктура

Распределение ресурсов влияет на издержки и на успех программы. Инфраструктура должна покрывать офисы, контроль версий и ИТ.
- Планирование

Разработка плана, учитывающая информацию о проектах, ресурсах, временных ограничениях, наблюдении и контроле.
- Улучшения

Постоянное слежение за производительностью, исследование и развитие новых возможностей, систематическое применение обучения и знания к программе.

## Отличия от управления проектами
Существуют два разных взгляда на то, чем программы отличаются от проектов.
С одной стороны, итогом проектов является результат (физические товары или оказанная услуга), а итогом программ являются последствия. С этой точки зрения, итогом проекта может быть новый завод, больница или информационная система. Комбинируя эти проекты с другими результатами и изменениями, их программы могут привести к увеличению доходов от нового продукта, к уменьшению очередей в больнице или к снижению операционных издержек благодаря улучшенной технологии.
Другое видение состоит в том, что программа всего лишь либо большой проект, либо набор (или портфель) проектов. В таком случае целью использования программы является использование положительного эффекта масштаба и снижение координационных издержек и рисков. Задача менеджера проекта — успешно завершить свой проект. Менеджер программы, с другой стороны, может не интересоваться индивидуальными проектами, но он озабочен совокупным результатом или конечным состоянием. Например, программа финансового института может включать в себя проект, который направлен на использование преимуществ растущего рынка, а другой — на защиту от неблагоприятных сторон падающего рынка. Эти проекты противоположны по своим успешным исходам, но входят вместе в одну и ту же программу.
В соответствии с видением, где результатом программ являются последствия, а проектов — продукты, менеджмент программ заинтересован в выполнении нужных проектов. Менеджер программы сравнивается с игроком в шахматы, а проекты — используемые или жертвуемые фигуры. Менеджмент проектов, напротив, заинтересован в правильном выполнении проектов. И также в соответствии с этим видением, успешные проекты выполняются вовремя в рамках бюджета и требований, в то время как успешные программы приносят долгосрочные улучшения организации. Улучшения обычно выявляются через пользу, которую они приносят. Организация должна выбрать группу программ, которые наиболее близко соответствуют её стратегическим целям, в то же время оставаясь в рамках своих возможностей. С другой стороны, видение программы как просто большого проекта или набора проектов предполагает, что программа должна быстро принести осязаемую пользу.
Рассмотрим следующий набор проектов:
- разработка дизайна нового продукта — спецификация дизайна;
- модификация производственной линии или завода — производственная мощность;
- маркетинг — реклама, брошюры и памфлеты;
- обучение персонала — сотрудники, обученные продавать и поддерживать новый продукт.

Согласно одному видению это разные проекты в программе. Но на практике они могут также быть и подпроектами в рамках одного проекта. Какой подход выбрать? И программное, и проектное управление являются практическими дисциплинами, поэтому ответом на этот вопрос должен быть «То, что работает», а это очень сильно зависит от природы той организации, в которой выполняется проект. Как правило, программа разбивается на проекты согласно организационной структуре. Проект дизайна выполняется дизайнерской командой, завод управляет модификацией производственной линии и так далее. Организационная структура и организационная культуры — ключевые факторы, от которых зависит то, как строится программа.
Различия между терминами «результат» и «последствия» не очень понятны, кроме как в обыденном смысле. Каждый из проектов, описанных выше, направлен на создание некой «вещи», известной как «результат» или «продукт», и вместе они улучшают организацию. То, где рисуется линия между преимуществом, которое вызывает улучшение, и его составляющими частями, частично зависит от предпочтений и частично о культуры и структуры организации. В любом случае, преимуществами будут наслаждаться долгое время после окончания программы и всех её составных частей. Смысл в том, что для того, чтобы достичь максимальной пользы, нужно интегрировать все части в единое целое. То, как называется процесс, в рамках которого проходит интеграция, имеет второстепенное значение для понимания полезности и хорошего управления процессом интеграции.
Множество программ занимаются созданием возможности для изменения. Польза от этого будет только тогда, когда возможность передаётся линейному руководству и применяется головной организацией. То есть, программная команда сама не может принести пользу. Польза есть только от использования новой возможности.
Программы, как правило, создаются для выполнения стратегических целей, например стать четвёртым по размеру супермаркетом в регионе к 2015 году или снизить потери на 5 % за два года.
Согласно стандартам Института по Управлению Проектами (PMI), «Программа — это группа взаимосвязанных проектов, управляемых координированным способом для получения преимуществ и контроля недоступных, если управлять ими отдельно. Программы могут включать элементы связанной работы вне рамок проектов программы… Некоторые проекты программы могут принести организации нарастающую пользу до завершения самой программы».
В программном управлении также уделяется особое внимание координации и приоритизации ресурсов между проектами, управлению связями между проектами и общим издержкам и рискам программы.
Программное управление может представлять собой слой над управлением проектами и фокусироваться на выборе лучшей группы проектов, оценивая их по целям и предоставляя среду, где они будут успешно выполняться. Программные менеджеры не должны вмешиваться в управление непосредственно проектами.
Главным отличием между программным и проектным управлением является сама природа проекта — у проекта всегда есть конкретная дата завершения, иначе это выполняющаяся программа.
Одно из видений на различия между проектом и программой в бизнесе таково:
1. Проект уникален и ограничен во времени. Программа не прекращается и выполняется согласно бизнесу для достижения определённых результатов.
2. Проект предназначен для достижения результатов (output или deriverable) и его успех зависит от достижения нужного результата в нужный срок и по нужной цене.
3. Программное управление включает в себя управление проектами, что, в целом, улучшает производительность организации. Успех программы измеряется выгодой (benefit).
4. Выгода является мерой улучшения организации и может включать в себя увеличенный доход, увеличенную прибыль, сниженные издержки, сниженные потери или урон окружающей среде, увеличение числа удовлетворённых клиентов. Для федеральных и местных правительственных организаций выгода может заключаться в лучшем качестве предоставления услуг обществу.
5. На пути достижения нужных результатов бизнес-программы уясняют бизнес-ограничения и определяют нужные для достижения целей процессы на основании имеющихся ресурсов. Улучшение процессов — это непрерывная операция, что сильно отличает программу от проекта.
6. На самом нижнем уровне менеджеры проектов управляют индивидуальными проектами. Они находятся под контролем менеджера программы, который отчитывается спонсору (или совету директоров).
7. Как правило для изменения предустановленных рамок проекта существует процесс. Программа приходится реагировать на изменения в стратегии и на изменения в среде, в которой меняется организация.

Другое видение и другой успешный способ управления не признаёт список, приведённый выше, как факторы, отличающие проекты от программ, а скорее видит программное управление, как управление портфелем проектов. С этой точки зрения, программное управление — это процесс выбора проектов, регулирование скорости их выполнения и регулирование их рамок, для того, чтобы максимизировать стоимость портфеля, в то время как меняются экономические или другие внешние условия.
Ещё один подход предполагает, что программное управление есть не что иное, как большой и сложный проект, где интеграционный аспект проектного управления более важен, чем в проектах поменьше. Интеграционный менеджмент — основная особенность подхода к управлению проектами Института по Управлению Проектами.
На практике чёткого разделения не видно. Проекты (или программы) бывают малыми и простыми, а бывают большими и сложными. То, что является проектом в одной организации, может быть программой в другой. Всё зависит от культуры внутри этой организации.

## Дополнительные факты
C 2007 года PMI на основе «Standard for Program Management» проводит аттестацию менеджеров программ — PgMP® (Program Management Professional)